# Ліхонін Ігор Миколайович
Ліхонін Ігор Миколайович — майор Збройних Сил України, учасник російсько-української війни, який загинув у ході російського вторгнення в Україну в 2022 році.

## Життєпис
З 1988 по 1992 рік навчався в Ленінградському вищому військово-політичному училищі протиповітряної оборони, по закінченні якого проходив військову службу в частинах ППО Збройних Сил України.
Брав участь у бойових діях в АТО на сході України. З початком російського вторгнення в Україну перебував на передовій, проходив службу в одному з підрозділів ЗС України. 
Під час виконання чергового бойового завдання зазнав поранень, несумісних із життям. Похований в рідному місті Харкові. 

## Нагороди
- орден «За мужність» III ступеня (2022, посмертно) — за особисту мужність під час виконання бойових завдань, самовіддані дії, виявлені у захисті державного суверенітету та територіальної цілісності України, вірність військовій присязі.

Нагороду дружині Ірині Ліхоніній 24 червня 2022 року в Полтаві передав заступник командира військової частини підполковник Артем Філлінський разом із представником Полтавського обласного ТЦК та СП.